# 法尔肯斯瓦德
法尔肯斯瓦德（荷兰语：Valkenswaard）是荷兰北布拉班特省的一个市镇。 

## 人口中心
- Borkel en Schaft
- Dommelen
- 法尔肯斯瓦德

法尔肯斯瓦德的市镇地形图，2015年6月

## 伙伴城市
- 比利时蒂嫩
- 葡萄牙薩爾瓦特拉-迪馬古什

## 出生在法尔肯斯瓦德的知名人物
- Glenn Foreman，艺人
- Pieter van Geel，政治家
- Dominique van Hulst（“Do”），歌手
- Jan Tops，馬術家
- Daniëllevande Donk，足球运动员